# Maria Mercè Romans Sisqués
Maria Mercè Romans Sisqués   (segle XX - segle XXI) va ser una educadora social i escriptora catalana, doctora en Pedagogia i professora de la Universitat de Barcelona.
Als anys setanta, va ser pionera en la creació d'escoles d'adults a Catalunya, i va ser una de les impulsores de la inauguració d'un centre al barri de Can Serra, a l'Hospitalet de Llobregat. Romans va escriure diversos textos sobre el mètode d'alfabetització emprat a l'escola, que havia fonamentat en els preceptes instaurats pel pedagog brasiler Paulo Freire a mitjans de segle. Aquestes publicacions van servir de base als nous centres que van obrir la dècada següent arreu de l'Estat.
L'any 1980 va formar part del destacament que la Generalitat va enviar a la Croada Nacional d'Alfabetització, una campanya solidària que va destinar mestres voluntaris a Nicaragua i que va alfabetitzar prop de 400.000 persones de les zones rurals d'aquest país centreamericà.

## Obra publicada (selecció)
- «Escuela para adultos: La experiencia de Can Serra». Cuadernos de Pedagogía, núm. 29, 1977, pàg. 61-64. ISSN: 0210-0630.
- Así aprendemos los adultos. 2a. ed.  Madrid: Editorial Popular, 1981. ISBN 84-85016-40-8.
- De profesión, educador(a) social.  Grupo Planeta, 2000. ISBN 978-84-493-0938-0.